# Histoire des Plantes de la Guiane Françoise
Histoire des Plantes de la Guiane Françoise (abreviado Hist. Pl. Guiane) es un libro con descripciones botánicas que fue escrito por el farmacéutico, botánico, pteridólogo y explorador francés Jean Baptiste Christophore Fusée Aublet. Fue publicado en 4 volúmenes en el año 1775.